# 包欣玄
包欣玄（英語：Michelle Pao，1992年9月1日—)，台灣退役女子足球運動員，司職前鋒，曾代表中華台北女子足球代表隊參與國際賽，於2014年美國國家女子足球聯賽選秀第三輪被紐澤西藍天足球俱樂部選中，2015年時於瑞典女子足球超級聯賽維妥隊一線隊，翌年加盟日本女子足球二級聯賽神奈川相模原，並以11顆進球獲得進球王的榮譽且幫助球隊升級。2017年季末離開日本後，長年效力台灣木蘭足球聯賽台中藍鯨效力，直到2021年退役。

## 早期生涯
包欣玄出生於台灣新竹縣，4歲時因父母工作之緣故而移居美國並在哥哥的影響之下從事足球運動。她在2010年至2014年就讀佩珀代因大學期間為女子足球隊成員且獲得了四次西海岸聯盟第一隊的榮譽。

## 職業生涯
包欣玄在2014年美國國家女子足球聯賽選秀第三輪被紐澤西藍天足球俱樂部選中，然而一賽季間因傷病問題在預備隊度過並於2015年轉戰瑞典女子足球超級聯賽維妥隊（Vittsjö GIK）。
包欣玄在2016年加盟日本女子足球二級聯賽神奈川相模原並於2016賽季以11顆進球獲得進球王的榮譽且幫助球隊升級，2017賽季球隊升上一級聯賽後包欣玄大多以替補上場，季末包欣玄未跟神奈川相模原續約而離開球隊。
包欣玄在2018年加盟台灣木蘭足球聯賽台中藍鯨隊，同時也在新竹從事工程師工作，回國後的包欣玄多有發揮並幫助球隊闖入2018賽季木蘭聯賽的冠軍戰，於冠軍戰主客兩回合比賽裡更是兩場都有進球，令台中藍鯨在主、客場比賽皆以2－0勝過臺北Play One，總比數4-0贏得冠軍達成二連霸。賽後包欣玄一度透露計畫退役的消息。最終，包欣玄仍持續競逐木蘭聯賽，並在2019年聯賽助台中藍鯨獲得三連霸，翌年藍鯨未能持續連霸，位居亞軍，包欣玄個人則在2020年賽季以21球贏得金靴獎，同時也刷新了木蘭聯賽最高進球紀錄。

## 國家隊生涯
包欣玄經由日本籍教練介紹給時任中華女足總教練柳樂雅幸並因曾於2014年到台灣參加足球學校的活動，因此得到了總教練柳樂雅幸的青睞而選入2015年夏季世界大學運動會足球比賽的陣容。

### 國家隊進球
| #   | 日期           | 地點         | 對手       | 賽果 | 賽事                         |
| --- | -------------- | ------------ | ---------- | ---- | ---------------------------- |
| 1.  | 2015年9月16日  | 緬甸曼德勒   | 约旦       | 3–0  | 2016年奧運亞洲區資格賽第二輪 |
| 2.  | 2016年11月8日  | 香港         | 香港       | 5–0  | 2017年東亞盃第二輪           |
| 3.  | 2016年11月11日 | 香港         | 關島       | 8–1  | 2017年東亞盃第二輪           |
| 4.  | 2017年4月5日   | 巴勒斯坦     | 巴勒斯坦   | 5–0  | 2018年亞足聯女子亞洲盃外圍賽 |
| 5.  | 2017年4月5日   | 巴勒斯坦     | 巴勒斯坦   | 5–0  | 2018年亞足聯女子亞洲盃外圍賽 |
| 6.  | 2018年8月19日  | 印尼巨港     | 印度尼西亞 | 4–0  | 2018年亞洲運動會             |
| 7.  | 2018年8月21日  | 印尼巨港     | 馬爾地夫   | 7–0  | 2018年亞洲運動會             |
| 8.  | 2018年11月6日  | 塔吉克希薩爾 |            | 9–0  | 2020年奧運亞洲區資格賽第一輪 |
| 9.  | 2018年11月6日  | 塔吉克希薩爾 |            | 9–0  | 2020年奧運亞洲區資格賽第一輪 |
| 10. | 2018年11月8日  | 塔吉克希薩爾 | 蒙古国     | 9–0  | 2020年奧運亞洲區資格賽第一輪 |
| 11. | 2018年11月11日 | 塔吉克希薩爾 | 新加坡     | 10–0 | 2020年奧運亞洲區資格賽第一輪 |
| 12. | 2018年11月11日 | 塔吉克希薩爾 | 新加坡     | 10–0 | 2020年奧運亞洲區資格賽第一輪 |
| 13. | 2018年11月11日 | 塔吉克希薩爾 | 新加坡     | 10–0 | 2020年奧運亞洲區資格賽第一輪 |
| 14. | 2019年4月6日   | 卡達多哈     | 菲律賓     | 4–2  | 2020年奧運亞洲區資格賽第二輪 |
| 15. | 2019年4月9日   | 卡達多哈     | 伊朗       | 4–1  | 2020年奧運亞洲區資格賽第二輪 |
| 16. | 2019年4月9日   | 卡達多哈     | 伊朗       | 4–1  | 2020年奧運亞洲區資格賽第二輪 |

## 獲得榮譽

### 個人
- 2016年日本女子足球二級聯賽：進球王
- 2020年台灣木蘭足球聯賽：進球王

### 團隊
神奈川相模原
- 2016年日本女子足球二級聯賽：冠軍

## 外部連結
包欣玄 （页面存档备份，存于）在soccerway